# Gradeška laguna
Gradeška laguna  (v italijanskem izvirniku Laguna di Grado [lagùna di gràdo]), je laguna v Jadranskem morju, južno od mesta Oglej.
Na zahodu laguna prehaja v Maransko laguno. Upravno spada pod italijansko deželo Furlanija - Julijska krajina (Goriška pokrajina).
Laguna se deli v vzhodni in zahodni del, ki ju razmejuje jez, po katerem je speljana cesta do mesta Gradež. Nastala je šele v petem stoletju, kot priča sedaj zalita rimska cesta, ki je nekdaj povezovala Oglej z njegovim pristaniščem, Gradežem. Zahodni del lagune, ki mu domačini pravijo palù de soto (spodnje močvirje), je večji in med njegovimi otoki je bilo v preteklosti speljanih več "vodnih cest": To so bili naravni in umetni kanali, po katerih se je redno odvijal blagovni promet med Oglejem in odprtim morjem. V enem od teh kanalov je bila leta 1987 odkopana še cela rimska tovorna ladja, ki se je bila tu potopila v poznem drugem stoletju. Vzhodni del lagune ali palù de sora (zgornje močvirje) je nastal še pozneje in je manjši, k čemur je pripomoglo tudi delno zasipanje lagune v prvih desetletjih dvajsetega stoletja. Tudi otok Schiusa, ki je danes že del Gradeža, je nastal s kopičenjem odpadnega gradbenega materiala. Stalno obljudeni so samo Gradeški otoki in otok Barbana.
Laguna sestoji iz štirih vrst površine, ki so: voda (kanali in vedno pokrito morsko dno), velme (blatno in peščeno dno, ki pride na suho samo pri zelo nizkih osekah), barene (kopno, ki se pojavi dvakrat dnevno, ob osekah, nato spet izgine pod vodo) in mote (večinoma umetni otočki, ki zaznamujejo plovni kanal ali omejujejo ribiško področje in so včasih sezonsko naseljene). Na motah so navadno zgrajene svojevrstne koče, imenovane casoni [kazòni], ki so večinoma ribiške shrambe, v modernih časih pa je marsikatera urejena in opremljena za počitniško hišico. Casoni so vsi zgrajeni izključno z lokalnimi materiali: temelji so iz prešanega blata, stene iz lesa akacije, ki raste posod v laguni, in kritina iz posebne lagunske trave, ki daje neprepustnost in termoizolacijo. Na manjših naravnih otokih in na večjih motah se nahajajo prave kmetije, imenovane valle, kjer so urejeni vrtovi, njive in drevesa. Uradni lastnik mot in vall je občina Gradež, ki jih daje v zakup zainteresiranim družinam. Obveznosti, ki jih te družine prevzamejo, predvsem skrb za ohranitev tradicije, poslopij in okolja, so tolikšne, da so zadevni stroški pravzaprav enaki morebitni nakupni ceni objekta, zato so te družine splošno priznane kot dejanski lastniki in navadno dajo posestvu svoje ime.
Razen tega obstaja okoli 30 otokov; glavni so sledeči:
Zahodna laguna:
| Otok              | Površina km² |
| ----------------- | ------------ |
| Isola dei Orbi    |              |
| San Pietro d'Orio |              |
| Ara Storta        |              |
| Gorgo             |              |
| Morgo             |              |
| Isola dei Beli    |              |
| Anfora            |              |

Vzhodna laguna:
| Otok                | Površina km² |
| ------------------- | ------------ |
| Grado               |              |
| Barbana             | 0,03         |
| Isola della Schiusa |              |